# Korpo

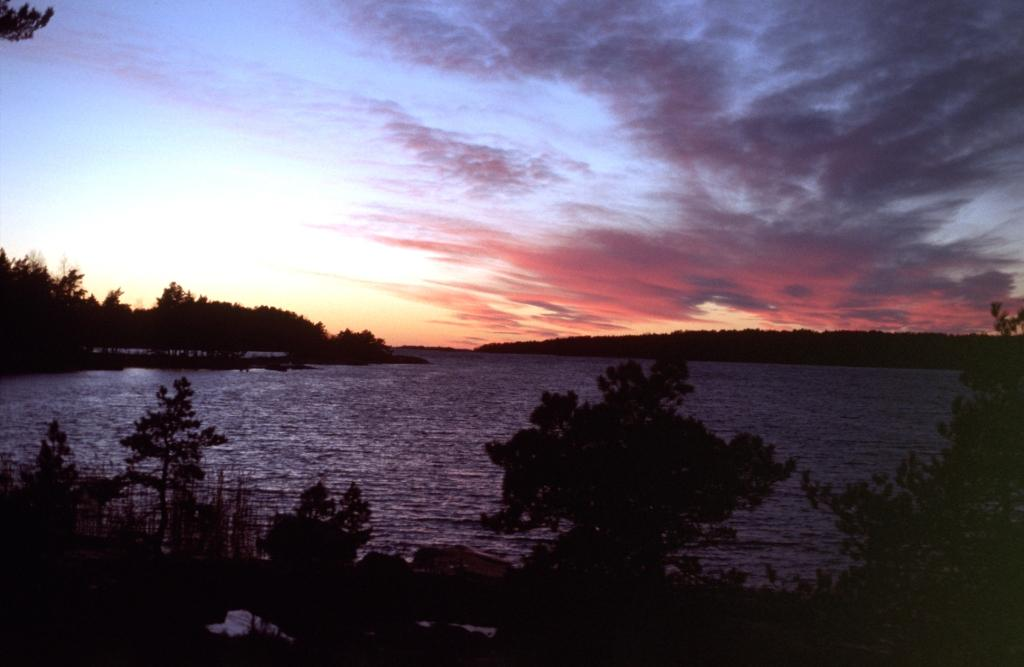
Korpo Långholm, sen kväll i skärgårdshavet.

Korpo (finska: Korppoo) är en tidigare kommun i Finland. Numera utgör kommundelen Korpo en del av Pargas stad i landskapet Egentliga Finland. Den 1 januari 2009 slogs Korpo samman med Pargas, Nagu, Houtskär och Iniö, och kommunerna bildade den nya staden Väståboland. År 2012 ändrade staden sitt namn till Pargas stad. Korpos grankommuner var Nagu, Kökar, Houtskär, Iniö, Velkua och Rimito.
Vid sammanslagning av kommunerna hade Korpo 846 invånare, en landyta på 177,03 km² och vattenområde på 2 293,22 km². Korpo var en tvåspråkig kommun med svenska (73 procent) som majoritetsspråk och finska (27 procent) som minoritetsspråk.
Korpo ligger i Åbolands skärgård och består av cirka 2 000 holmar och skär av olika storlek, av vilka 1072 har egen sida på Wikipedia. Klart störst är huvudön Korpo Kyrklandet (cirka 10 km från väst till öst) och holmen Norrskata (cirka 5 km, med cirka 50 invånare).

## Historia

### Medeltiden
Under medeltiden var Korpo ett kyrksocken, som nämns i dokument första gången år 1384. Ursprungligen hörde även Houtskär till dess område, vilket år 1554 nämns som ett kapellförsamling under Korpo. Korpo kyrka har byggts under senare delen av 1300-talet. Kyrkan har ett i Norden unikt korlectorium från katolska tiden.
I århundarden låg Korpo i centrum för Sveriges vattentransporter genom området. Korpos bönder förde en stor mängd med varor såsom fisk och ved till Stockholm och Mälarregionen. Då det svenska rikets många farleder gick igenom det Korpo-vatten så blev platsen en mycket viktig punkt. Då det senare behövdes flertal lotsar och fyrvaktare.

### 1600-1800-talen
Under Sveriges stormaktstid ingick Korpo i ett friherreskap (Korpo friherreskap), förlänat av drottning Kristina. Ögrupperna Utö, Jurmo och Österskär, som tidigare hört till Åland, överfördes till Korpo 1855 i samband med fredsförhandlingarna under Krimkriget. Korpo fortsatte ha militärstrategisk betydelse.

### 1900-talet
I slutet av mars 1918 utkämpades på flera platser heta strider mellan en tysk expeditionskår, som bistods av Skärgårdens frikår, och de röda, som hade högkvarter på herresätet Korpo gård.

## Geografi
I Korpo yttre skärgård inrättades 1984 Skärgårdshavets nationalpark.

### Byar
Bendby, Bonäs, Brunskär, Böhle, Elvsö, Galtby (färjhamn), Gyltö (kustfort), Havträsk, Houtsala, Inikorp, Järvsor, Kalgarholm, Karby, Kopois, Korpoström, Kyrkoby (f.d. kommuncentrum), Kälö, Kärvois (uttalas tjärr-), Kölingby, Lempersö, Lillpensar, Markomby, Rosklax, Rumar, Skofatt, Strömma, Syvälax, Vattkast, Väsby, Västerkalax, Västerretais, Åvensor (fi. Ahvensaari), Änkis, Österkalax, Österretais och Österskär.

### Herrgårdar
Korpo gård

### Öar, holmar och skär
Alu, Bokulla, Heimarmo, Hevonkack, Hässlö, Jurmo, Kait, Killingholm (lotsstation), Kokombrink (skär med ledfyr), Kråkskär, Käldersö (uttalas tj-), Lillgyltö, Lohm, Maskinnamo, Snökobben, Ulvingen och Utö. 

### Fjärdar, vik och grund
Finnödjupet (mellan Korpo och Houtskär), Lockvattnet (mellan Korpo och Rimito) och Vidskärsfjärden (strax norr om Utö, invid gränsen till Åland). En vik heter Kuggvik. Grund är Grimsörarna och Smörgrundet. 

### Berg
Hjortöbötet och Sitilax klint.
Märk att Korpolaisbacken är en stadsdel i Åbo.

## Kultur
Korpo är även känt för att uppvakta Finlands president med en gädda den 20 december. Det är en gammal tradition som har sina rötter från 1700-talet då man gav den svenska kungen en julgädda.
Ragnar Granit, som 1967 tilldelades Nobelpriset i fysiologi eller medicin tillsammans med amerikanarna Haldan Keffer Hartline och George Wald, hade föräldrar ifrån Korpoström.
Av evenemang kan nämnas Korpo Sea Jazz (musikfestspel). På Lohm fanns en biologisk station (invigd 1958, nedlagd 2006), som tillhörde Åbo universitet.

### Sevärdheter
- Korpo hembygdsmuseum – grundades 1960. På museiområdet finns huvudbyggnaden från 1800-talet, en väderkvarn, Idas torp samt ett antal bodar. Här kan man se bruksföremål som använts i socknen.
- Utö fyr – Finlands äldsta fyr.
- Skärgårdens ringväg – turistväg i Åbo skärgård.
- Korpo kyrka – Kyrkobyggnad från 1300-talet.
- Korpo gård – Herrgården år från tidigt 1800-tal och ritad av den kände italienska arkitekten Charles Bassi som även har ritat Akademihuset i Åbo. Gården är stil- och storleksmässigt unik för en skärgårdskommun. Gården är privatägd och inte öppen för allmänheten.
- Minnesmärket i Korpoström – Minnesmärke över sjöslaget Sjöslaget vid Korpoström mellan svenskar och ryssar år 1743.
- Norrskata kyrka - En träkyrkan på Norrskata som byggdes under åren 1932–1934.
- Skärgårdscentrum i Korpoström – som erbjuder flera olika utställningar
- Utkikstornet – Utsiktstornet på Rumar berg byggdes 1997. I tornet finns Meteorologiska institutets väderradar, vars utslag kan ses på en radarskärm på markplanet. Dessutom kan man bekanta sig med lokal kultur och besöka utekafeet. År 2001 introducerades en natur/kulturstig i närheten av tornet.[7]
- Skärimuseet -  Ett museum som invigdes 16 juni 2012, den lyfter fram skärgårdslivets vardag och livsstil och inleder med utställningen Korpo i sikte. Utställningen förevisar redskap anknutna till fiske och berättar bland annat om den utdöende fiskemetoden notdragning. Även om spritsmugglingen

### Välkända personer från Korpo
- Eliel Mickelsson (1886–1963), riksdagsledamot

## Politik

### Mandatfördelning i Korpo kommun, valen 1976–2004
| 2 | 15 |

| 1 | 1 | 15 |

| 2 | 15 |

| 1 | 15 | 1 |

| 4 | 12 | 1 |

| 4 | 13 |

| 17 |

| 13 |

| 7 | 6 |

## Näringar
Korpo är beläget på en militärstrategiskt viktig plats. Försvarsmakten var kommunens största arbetsgivare, eftersom Gyltö och Utö fästningar, som hörde till Åbo kustregemente och avvecklades vid slutet av år 2006, låg inom Korpos område. 
Andra viktiga näringar är jordbruk och turism.